# Julio César García
Julio César García (Ciudad Acuña, 21 aprile 1987) è un pugile messicano.
Soprannominato Baby Face, ha iniziato la sua carriera da professionista a soli 15 anni, sfidando Héctor Salazar. A soli 22 anni, il suo record consiste in 41 vittorie (35 delle quali arrivate prima del limite) e 3 sconfitte. Il suo promoter è Roberto Durán.
Dal suo debutto Garcia ha vinto: il WBC Fecarbox Super Featherweight Title, il Mexican Super Featherweight Title, il WBA Continental Light Welterweight Title e il WBC Youth Light Welterweight Title.
Ha atterrato Grover Wiley per conquistare l'IBO Americas Welterweight Title, mentre nel match successivo ha sconfitto Alfonso Sánchez (20-5-1). Il match era l'undercard per il ritorno di Evander Holyfield (il "Best Damn Comeback Period"), che ha sconfitto il connazionale Jeremy Bates. Nell'incontro successivo ha subito una sconfitta dal quarantenne Troy Browning, in una prestazione deludente al Mahai Temple di Miami, Florida. Garcia ha perso ai punti con i cartellini: 96-94, 97-93 e 95-95. Ha portato così il suo record a 40-3 (34 KO).
Il 27 giugno 2008 Julio "Baby Face" Garcia è tornato nella divisione dei medi, spazzando via Jose Medina (14-12, 10 KOs) a 13 secondi dall'inizio del match, che si è svolto al War Memorial Auditorium di Ft. Lauderdale, Florida.
Il 14 settembre 2008 è stato sconfitto dal peso supermedio Danny Perez (33-5) per decisione unanime, dopo che Garcia aveva sostituito Yory Boy Campas.